# Heihachi Mishima (Tekken)
Heihachi Mishima (三島 平八, Mishima Heihachi) je jedan od glavnih likova u serijalu Tekken. On je jedan od samo četiri lika (ostali su Paul Phoenix, Nina Williams i Yoshimitsu) koji su se pojavili u svakom nastavku serijala Tekken, te po dva puta bili zadnji šefovi neke staze. On je također jedini lik iz Tekkena pored Yoshimitsua koji je gostovao u serijalu videoigara Soul. U igri se prikazuje kao skriveni lik za PlayStation 2 verziju Soulcalibura II.

## Uvod
Heihachi Mishima je debitirao 1994. godine u prvoj igri Tekken, istoimenog serijala. Pojavljivao se sve sljedeće nastavke. Njegovo ime na japanskom (三島 平八) prevedeno na engleski znači "Flat Eight". Sva imena Mishime završavaju na kanji, 八 (što znači osam). Izgovara se kao "Ya", "Pachi" ili "Hachi".
Heihachi je rođen kao nasljednik bogatog, moćnog i dobro poštovanog Jinpachija Mishime, koji je vlasnik moćne korporacije Mishima Zaibatsu. Jinpachi je također majstor borilačkih vještina. Tijekom tog vremena, Heihachi je oženio Kazumi s kojom je kasnije dobio sina Kazuyu Mishimu. Heihachijeva žena je umrla nakon rađanja sina Kazuye. Otac je Kazuyu odgajao oštro. Kasnije je Kazuya odrastao u nemoćnu osobu, te je dobivao pažnju samo od strane svog djeda Jinpachija. U jednom trenutku, Heihachi je izdao Jinpachija, te preuzeo Zaibatsu. To je napravio zbog toga što je Jinpachi pružao previše ljubavi Kazuyi, umjesto agresive. Nakon preuzimanja kontrole, Heihachi je Zaibatsu uveo u vojnu industriju. Jinpachi je kasnije pokušao pokrenuti udar da bi ponovno zauzeo Zaibatsu. To mu nije uspjelo, te je zatvoren ispod Hon-Marua gdje je ostao 45 godina sve do petog natjecanja King of Iron Fist Tournament.
Na kraju Heihachiju je bilo dosta Kazuyine slabosti, te ga je bacio u duboku rupu, misleći da ako je on doista njegov sin, bit će u mogućnosti preživjeti pad i popeti se natrag gore. Kazuya je to uspio učiniti, ali samo kroz stvaranje pakta s Devilom, te je ugradio vražji gen u svoju krv. Kako bi dodatno motivirao Kazuyu, Heihachi je posvojio kineskog siromaha Leeja Chaolana kojeg je odgojio kao suparnika pravom sinu. Heihachiju nije bilo stalo do Leeja koji mu je koristio samo da uzruja Kazuyu. Tijekom godina, Kazuya je putovao u inozemstvo da bi se natjecao u prvenstvima borilačkih vještina. Tada Kazuya postaje neporaženi prvak (imao je samo jednu izjednačenu borbu protiv Paula Phoenixa). Na kraju svega, Heihachi je odlučio testirati sinovu snagu i vrijednost u natjecanju King of Iron First Tournament.

## Vanjske poveznice
- Heihachi Mishima - Tekkenpedia  Arhivirana inačica izvorne stranice od 2. kolovoza 2012. (Wayback Machine)
- Heihachi Mishima - Tekken Wiki